# Luis Enrique Mena
Luis Enrique Mena (Riosucio, Chocó, Colombia; 16 de julio de 1992) es un futbolista colombiano. Juega como volante central y actualmente se encuentra sin equipo.

## Trayectoria
Mena comenzó en Millonarios desde el 2007. Ha jugado en los diferentes equipos de las  divisiones inferiores del club bogotano. Hizo parte de la nómina que consiguió el título en el Torneo de la Primera C del 2008. También estuvo en la nómina del equipo campeón de la Copa Elite 2009 organizada por la Liga Bogotana de Fútbol.
Su debut en el fútbol colombiano fue el 30 de abril de 2008 en la cuarta fecha de la Copa Colombia 2008 en un partido que el equipo albiazul empató 0-0 contra Bogotá F. C. en el Estadio Alfonso López de la Universidad Nacional de Bogotá. Ha jugado en varios partidos de la Copa Colombia 2008, Copa Colombia 2009 y Copa Colombia 2010, y en algunos partidos de la Primera A en las temporadas 2009 y 2010.
Con el equipo profesional de Millonarios disputó 10 partidos en cuatro años (2008-2011) con el club sin anotar ningún gol.
Para la temporada 2013-14 fichó con el Petrolero Austral de la cuarta división del fútbol argentino donde disputó 7 partidos sin llegar conviertir ningún gol.

## Clubes
| Club              | País      | Año         |
| ----------------- | --------- | ----------- |
| Millonarios       | Colombia  | 2008 - 2010 |
| Petrolero Austral | Argentina | 2013 - 2014 |

## Estadísticas
| Club                   | Div.              | Temporada         | Liga  | Liga  | Copa Nacional | Copa Nacional | Copa Internacional | Copa Internacional | Total | Total |
| Club                   | Div.              | Temporada         | Part. | Goles | Part.         | Goles         | Part.              | Goles              | Part. | Goles |
| ---------------------- | ----------------- | ----------------- | ----- | ----- | ------------- | ------------- | ------------------ | ------------------ | ----- | ----- |
| Millonarios · Colombia | 1.ª               | 2008              | 0     | 0     | 3             | 0             | —                  | —                  | 3     | 0     |
| Millonarios · Colombia | 1.ª               | 2009              | 1     | 0     | 3             | 0             | —                  | —                  | 4     | 0     |
| Millonarios · Colombia | 1.ª               | 2010              | 1     | 0     | 2             | 0             | —                  | —                  | 3     | 0     |
| Total Millonarios      | Total Millonarios | Total Millonarios | 2     | 0     | 8             | 0             | 0                  | 0                  | 10    | 0     |

## Selección Colombia
Mena estuvo con la selección colombiana en el Campeonato Sudamericano Sub-15 de 2007 disputado en Brasil, torneo ganado por el equipo local y donde la selección colombiana tuvo una discreta actuación. Mena también ha sido convocado a la selección colombiana sub-17 en los años 2008 y 2009 a diferentes torneos y partidos amistosos.